# Domenico Ceravolo
Domenico Ceravolo (ur. 26 września 1928 w Bovalino) – włoski polityk i samorządowiec, poseł do Izby Deputowanych III, IV i V kadencji, poseł do Parlamentu Europejskiego I kadencji.

## Życiorys
Ukończył studia biologiczne. Od 1959 do 1967 był redaktorem naczelnym czasopisma „Progresso Veneto”. Zaangażował się w działalność polityczną w ramach Włoskiej Partii Socjalistycznej, zaś w 1964 należał do założycieli rozłamowej Włoskiej Partii Socjalistycznej Zjednoczonego Proletariatu (pozostał w niej do rozwiązania w 1972). Od 1958 do 1972 zasiadał w Izbie Deputowanych trzech kolejnych kadencji. Później wstąpił do Włoskiej Partii Komunistycznej, był szefem jej struktur w regionie. Z jej ramienia od 1975 do 1979 zasiadał w radzie regionu Wenecja Euganejska. W 1979 wybrano go posłem do Parlamentu Europejskiego. Przystąpił do Grupy Sojuszu Komunistycznego, należał m.in. do Komisji ds. Środowiska Naturalnego, Zdrowia Publicznego i Ochrony Konsumentów oraz Komisji ds. Socjalnych i Zatrudnienia.